# ماكسيميليان ويتك
ماكسيميليان ويتك (بالألمانية: Maximilian Wittek)‏ (21 أغسطس 1995 بفرايزنغ في ألمانيا - ) هو لاعب كرة قدم ألماني في مركز الدفاع. شارك مع منتخب ألمانيا تحت 20 سنة لكرة القدم. أما مع النوادي، فقد لعب مع ميونخ 1860 وTSV 1860 Munich II ‏.

## روابط خارجية
- ماكسيميليان ويتك على موقع قاعدة بيانات كرة القدم.إي يو (الإنجليزية)
- ماكسيميليان ويتك على موقع Soccerway.com (الإنجليزية)
- ماكسيميليان ويتك على موقع عالم كرة القدم.نت (الإنجليزية)